# カテナリー曲線

媒介変数 a のいくつかの異なる値に対するカテナリー曲線の例

カテナリー（赤）と放物線（青）

カテナリー曲線（カテナリーきょくせん、英: catenary）または懸垂曲線（けんすいきょくせん）または懸垂線（けんすいせん）とは、ロープや電線などの両端を持って垂らしたときにできる曲線である。カテナリーの名はホイヘンスによるもので、"catena" (カテーナ、ラテン語で「鎖、絆」の意) に由来する。カテナリー曲線をあらわす式を最初に得たのはヨハン・ベルヌーイ、ライプニッツらで、1691年のことである。

## 曲線の方程式
懸垂線の意味から、それは唯一の頂点を持ち、頂点における法線を軸として線対称であるものと仮定することになる。そのうえで、曲線は一様な質量の線密度を持ち、それに伴って曲線自身の自重が各点の張力を決定するものとして、微分方程式をつくり、その解曲線としてカテナリーの数学モデルを定式化することができる。
カテナリー上で頂点( x 座標を0とする)からの弧長が s0 であるような点 (x0, y0) において、その接線が x 軸の正の向きと成す角を θ0 と置くとき、頂点から点(x0, y0) までの弧に掛かる力の釣り合いを考える。重力加速度を g、曲線の線密度を w とすれば、点(x0, y0)における張力 T0 の鉛直成分 T0sin(θ0) は、頂点から点(x0, y0)までの弧にかかる重力wgs0と釣り合う。また、頂点における張力は水平成分のみであり、この大きさを k とすると、点 (x0, y0) における張力の水平成分T0cos(θ0)と釣り合う。
{\displaystyle {\begin{cases}T_{0}\sin \theta _{0}=wgs_{0}\\T_{0}\cos \theta _{0}=k\\\tan \theta _{0}=\left.{\frac {dy}{dx}}\right|_{x=x_{0}}\\s_{0}=\int _{0}^{x_{0}}ds&(ds={\sqrt {dx^{2}+dy^{2}}})\end{cases}}}
という条件が得られる。ここで k / wg = a とおき、頂点の座標を (0, a) として上記を解くと、
{\displaystyle y=a\,\mathop {\rm {cosh}} \!\left({\frac {x}{a}}\right)=a\!\left({e^{x/a}+e^{-x/a} \over 2}\right)}
となる。これが双曲線関数 y = cosh(x) と相似であることは直ちにわかる。

## 特徴

トラクトリックスの縮閉線としてのカテナリー

カテナリーの伸開線としてのトラクトリックス

- 懸垂線の接線測度は、懸垂線の高さと合致する。

懸垂線の高さ
{\displaystyle y=\cosh x}
懸垂線の接線測度
{\displaystyle u={\sqrt {1+\left({\frac {\mathrm {d} y}{\mathrm {d} x}}\right)^{2}}}={\sqrt {1+\sinh ^{2}x}}=\cosh x=y}
ここで、双曲線関数の基本関係式
{\displaystyle \cosh ^{2}x-\sinh ^{2}x=1}
{\displaystyle {\frac {\mathrm {d} }{\mathrm {d} x}}\cosh x=\sinh x}
を用いた。
- トラクトリックスの縮閉線に相当し、y 軸を対称の軸とし、この軸と頂点 (0, a) で直交する。
- 頂点 (0, a) の十分近くでは {\displaystyle y=a+{\frac {x^{2}}{2a}}} という放物線によって近似される。

## 実例

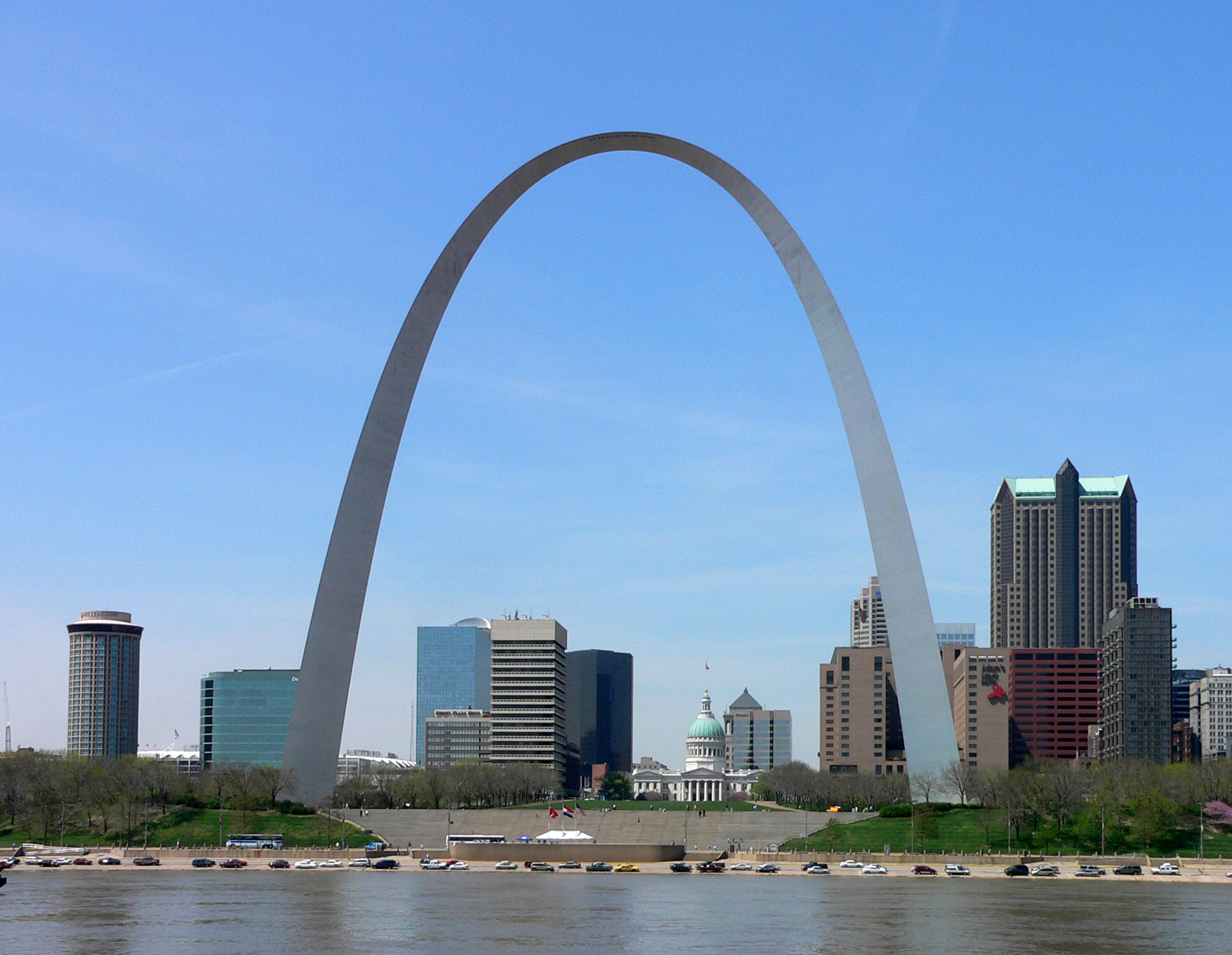
セントルイスのゲートウェイ・アーチ

重力下で左右2つの支持物によって張られた、柔軟な線状のもののたるみ（弛度）をあらわす曲線であり、送電線など日常の多くのものに見ることができる。空中架線方式の電気鉄道においてはカテナリーという語でトロリ線（パンタグラフやポールなどに直接接触し給電する裸電線のこと。詳細は架空電車線方式の記事を参照）を指す場合がある。
斜張橋のケーブルもカテナリーになる。吊橋に多く見られる、メインケーブルからハンガーロープで構造を吊ったものでは、メインケーブルは、カテナリーと放物線の中間の形状になる。
アーチ橋のような構造について考える。アーチ橋を、カテナリーを重力方向について上下逆向きにした形状にすると、通常のカテナリーの逆に、全ての部材に圧縮力がかかることになり、力学的に安定する。このためカテナリーを逆にした形状もまた、建築・橋梁において用いられる。著名なものではガウディの建築が、しばしば「放物線状」としてそのスタイル（風体）を指して言及されているが、これは布と石を用いた逆さ吊り模型を設計図としており、部分的にカテナリー曲線を用いてはいるが、そのほとんどは放物線が構成しているので間違いではない。線材や、面材の中心線が垂れればカテナリー曲線、面材の中心点がたわめば放物線となる。
自然界では、蜘蛛の巣のそれぞれの糸も、両端の接点で支持されて張られており、カテナリーになっている。

### 電線
電力線などを敷設する場合、使用する電線の長さは電線は自重によるたるみを考慮し、実際の径間よりも長い電線を用意する必要がある。
径間 S [m]、たるみ D [m]、電線の水平張力を T [N]、電線 1 [m]あたりの重量を W [N/m]としたとき、それぞれの関係は、次のようになる。ここで、sinh, cosh などは双曲線関数である。
- {\displaystyle D=C\left(\cosh {\frac {S}{2C}}-1\right)} [m] （厳密解）
- {\displaystyle D\fallingdotseq {\frac {S^{2}}{8C}}={\frac {WS^{2}}{8T}}} [m] （近似式（上記の2次までのテイラー展開））

ここで、C はカテナリ数と呼ばれ、T, W を用いて次式で定義される。
- {\displaystyle C={\frac {T}{W}}} [m]

電線長 L [m]は次のようになる。
- {\displaystyle L=2C\sinh {\frac {S}{2C}}} [m] （厳密解）
- {\displaystyle L\fallingdotseq S+{\frac {S^{3}}{24C^{2}}}=S+{\frac {8D^{2}}{3S}}} [m] （近似式（上記の3次までのテイラー展開））

以上より、電線長 L とたるみの長さ D は、径間 S だけでなく、支持点からの引張力 T や、電線の重さ W によっても変化する。

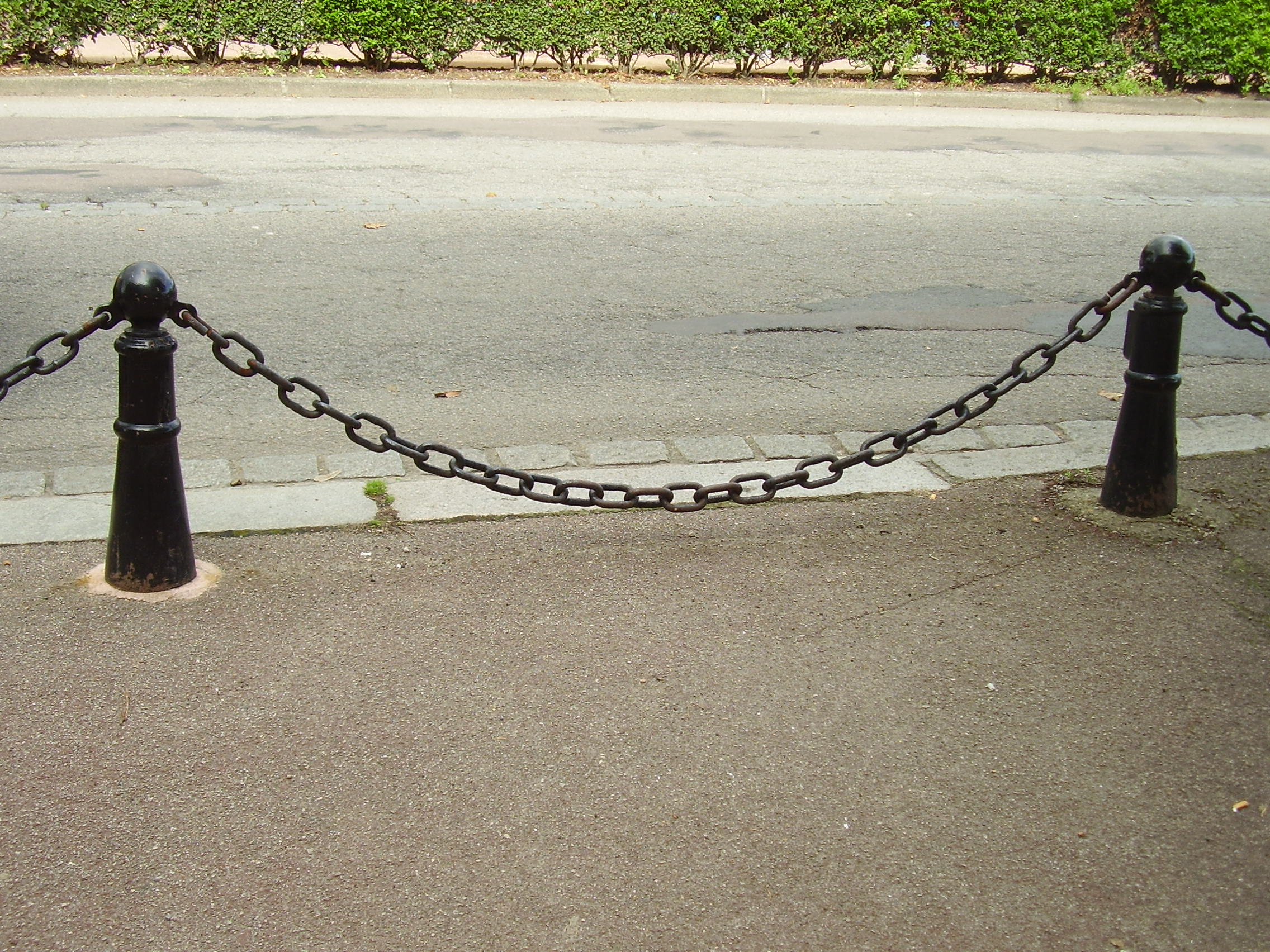
吊られているチェーンは懸垂線になる。
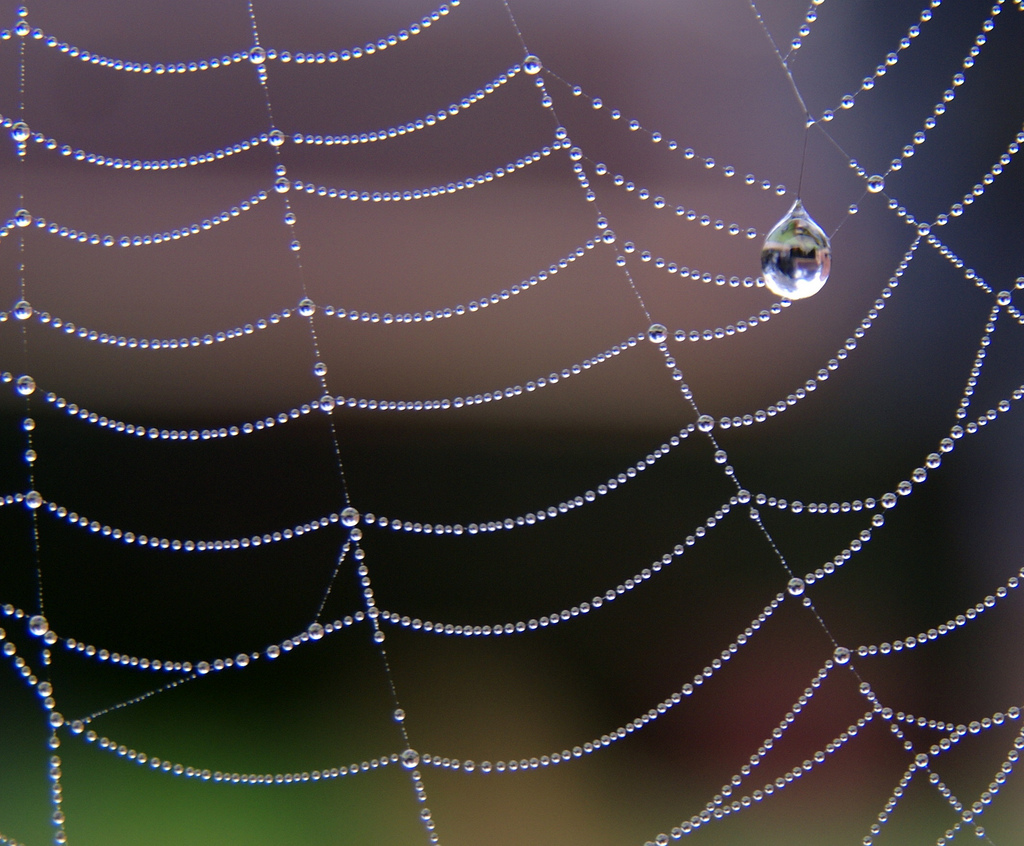
クモの巣では、複数の懸垂線 (あるいはそれに近い形状) が見られる。
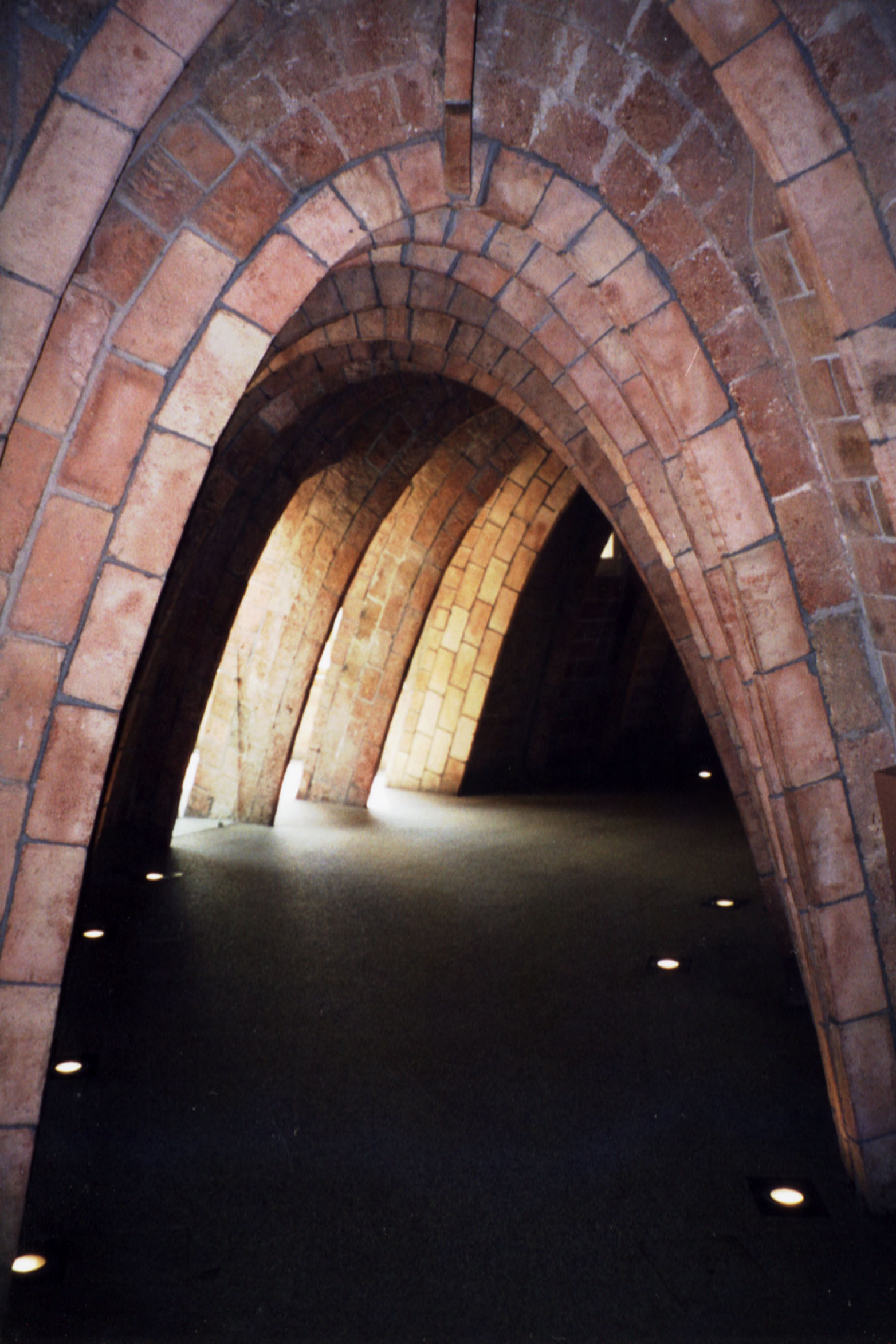
スペイン、バルセロナのガウディのカサ・ミラの屋根の上のアーチ
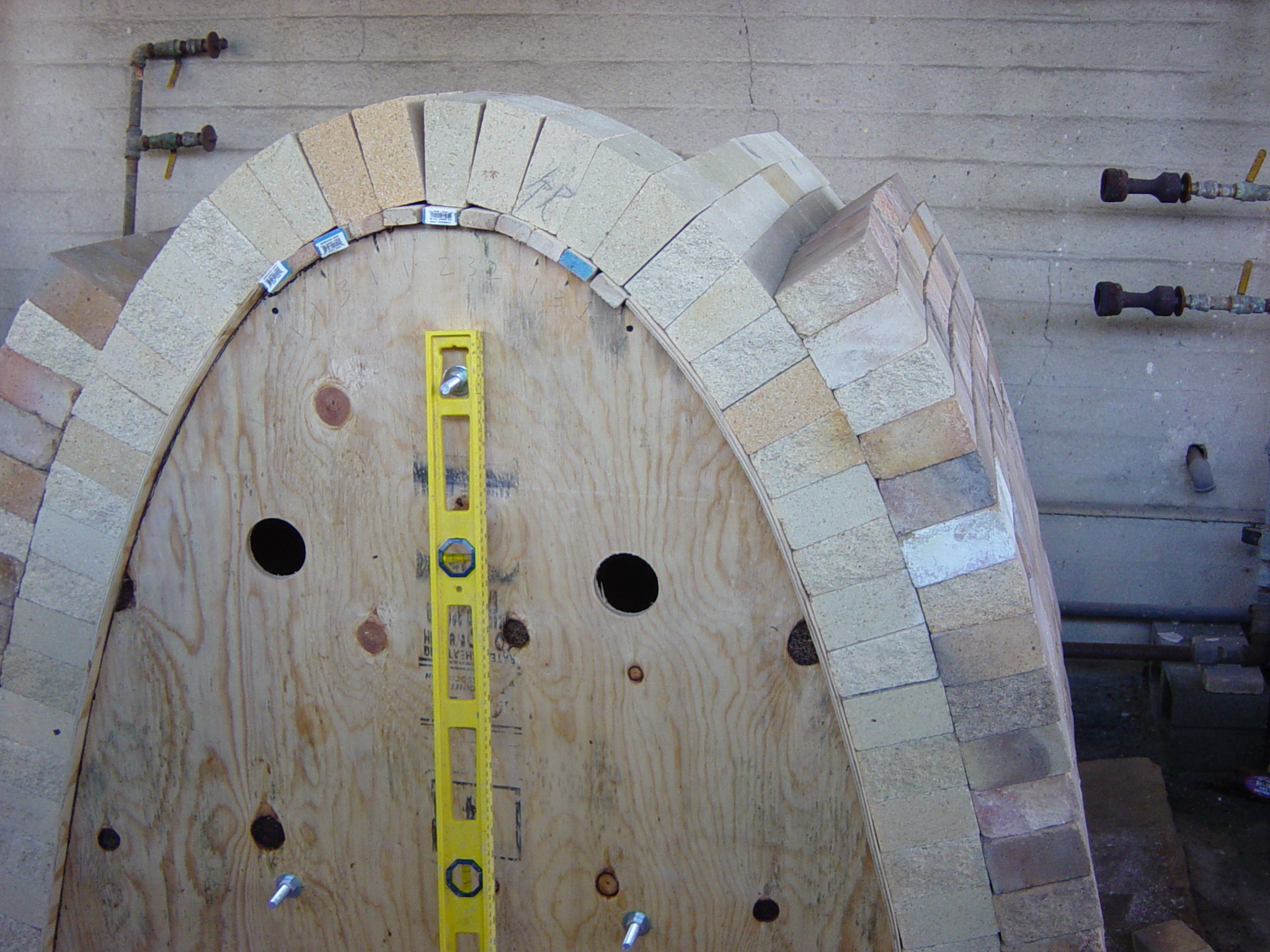
設置工事中の懸垂線アーチ窯。型枠を使って作られている (2007年)。
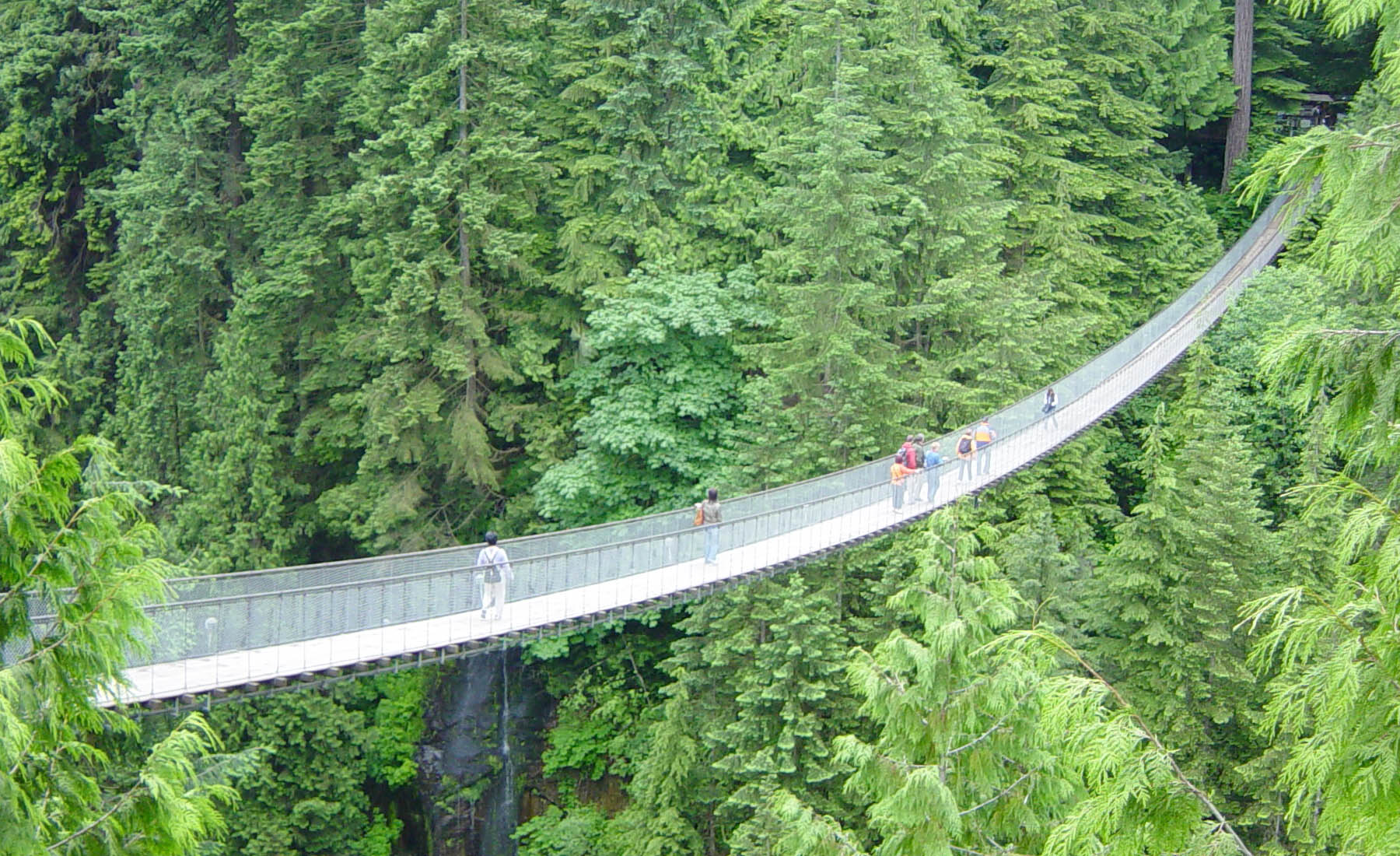
カナダ、ノースバンクーバーのキャピラノ吊り橋 (2005年、en)。